# Alternaria brassicicola
Alternaria brassicicola är en svampart som först beskrevs av Ludwig David von Schweinitz, och fick sitt nu gällande namn av Wiltshire 1947. Alternaria brassicicola ingår i släktet Alternaria och familjen Pleosporaceae.   Inga underarter finns listade i Catalogue of Life.